# Paul Briault
Paul Briault est un astronome français mort en 1922.
Entre 1916 et 1918, il observa les caractéristiques de surface de Mercure et publia ses cartes comme l'une des premières disponibles à l'époque.
Il communiqua aussi ses recherches sur Jupiter.

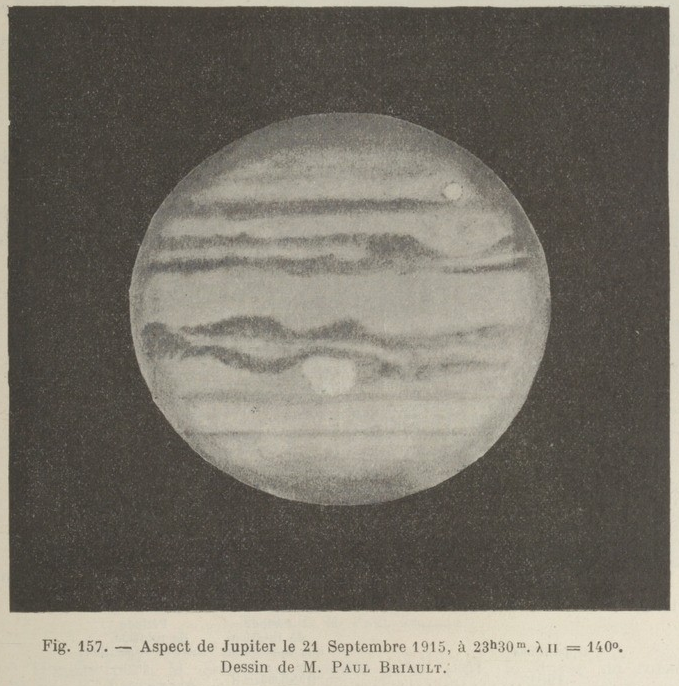
Aspect de Jupiter le 21 septembre 1915 à 23h30 d'après les observations faites à l'aide d'un objectif de 160 mm muni d'un grossissement de 250. Dessin de Paul Briault

Un cratère sur Mars a été nommé en son honneur.